# Drumul european E70
Drumul european E70 este un drum european de clasă A, de referință vest-est, care se întinde din orașul A Coruña, aflat în regiunea autonomă Galicia din Spania, până în partea de vest a orașului georgian Poti.

## Itinerar
E70 trece prin zece țări europene și include o traversare maritimă, de la Varna în Bulgaria la Samsun în Turcia.
- Spania

E70 traversează nordul Spaniei, pe un traseu de aproximativ 686 km.
- Autovía A-6: A Coruña - Baamonde (73 km)
- N-634: Baamonde - Canero (146 km)
- N-632: Canero - Avilés (61 km)
- Autovía A-8: Avilés - Serín (10 km)
- Autovía A-8 / Autovía A-66: Serin - Gijón (13 km)
- Autovía A-8: Gijón - Torrelavega (152 km)
- N-634: Torrelavega - (lângă Santander) - Valdecilla (22 km)
- Autovía A-8/Autopista AP-8: Valdecilla - Bilbao - Donostia-San Sebastián - Irún - granița cu Franța (201 km)

- Franța

E70 parcurge aproximativ 989 km prin sudul Franței.
- A-63/N-10: Granița cu Spania - Biarritz - Bayonne - Bordeaux (216 km)
- N-89/A-89: Bordeaux - Brive-la-Gaillarde - Clermont-Ferrand (373 km)
- A-72: Clermont-Ferrand - Saint-Etienne (139 km)
- A-47: Saint-Etienne - Lyon (58 km)
- A-43: Lyon - Chambéry - Tunelul Fréjus, granița cu Italia (197 km)

- Italia

E70 are un traseu de aproximativ 650 km prin nordul Italiei.
- A32: Granița cu Franța - Torino (100 km)
- A21: Torino - Alessandria - Brescia (252 km)
- A4: Brescia - Verona - Padova - lângă Veneția - Trieste - Fernetti (granița cu Slovenia) (528 km)

- Slovenia

E70 trece prin centrul Sloveniei, pe o distanță de aproximativ 186 km.
- A3: Fernetiči (granița cu Italia) - Divača: (12 km)
- A1: Divača - Ljubljana: (67 km)
- A2: Ljubljana - Obrežje (granița cu Croația): (107 km)

- Croația

E70 parcurge aproximativ 306 km prin Croația, de la punctul de trecere a frontierei Bregana, prin Zagreb, Slavonski Brod și Županja până la granița cu Serbia la Lipovac.
- Serbia

E70 parcurge aproximativ 205 km prin Serbia.
- Bajakovo - Belgrad (114 km)
- Belgrad - granița cu România (91 km)

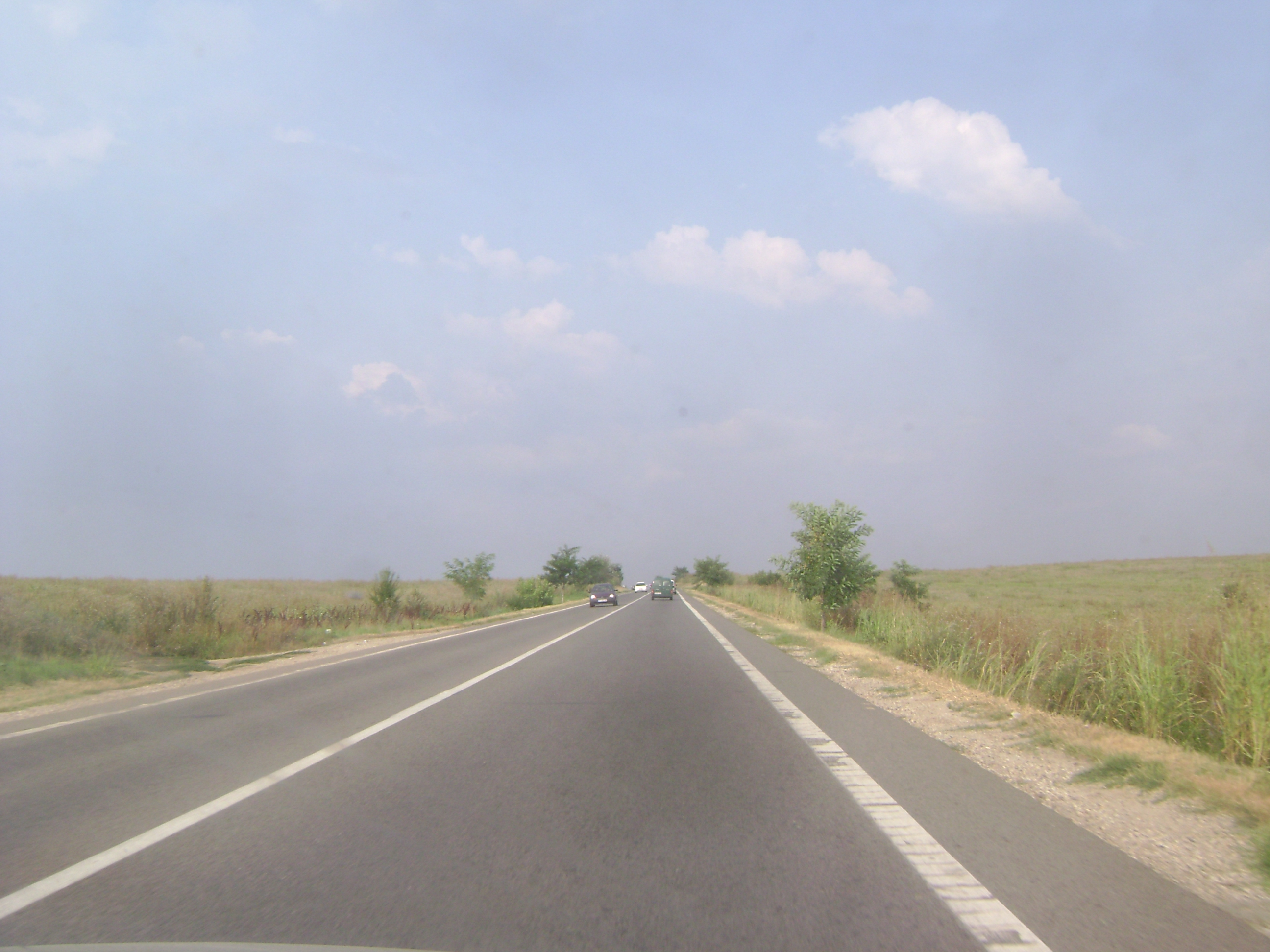
Drumul european E70 lângă Gorneni, Romania

- România

E70 parcurge aproximativ 695 km prin România
-  DN59: Serbia - Stamora Moravița - Timișoara (62 km)
-  DN6: Timișoara - Lugoj - Caransebeș - Orșova - Drobeta-Turnu Severin (219 km)
-  DN6: Drobeta-Turnu Severin - Filiași - Craiova (111 km)
-  DN6: Craiova - Caracal - Roșiori de Vede - Alexandria (136 km)
-  DN6: Alexandria - București (89 km)
-  DN5: București- Giurgiu - granița cu Bulgaria (52 km)

- Bulgaria

E70 parcurge aproximativ 186 km prin nordul Bulgariei.
- Granița cu România - Rousse - Razgrad - Shumen - Varna: (186 km)

De aici drumul continuă dincolo de Marea Neagră, la Samsun, Turcia
- Turcia

E70 urmează coasta Mării Negre prin Ordu și Trabzon, înainte de a pătrunde în Georgia.
- Georgia

- Sarpi, Batumi, Kobuleti, Poti

## Traseul
- Spania, 687 km
- Franța, 989 km
- Italia, 650 km
- Slovenia , 186 km
- Croația, 306 km
- Serbia, 205 km
- România, 695 km
- Bulgaria, 186 km
- Turcia
- Georgia